# Муншайн (Луїзіана)
Муншайн (англ. Moonshine) — переписна місцевість (CDP) в США, в окрузі Сент-Джеймс штату Луїзіана. Населення — 168 осіб (2020).

## Географія
Муншайн розташований за координатами 29°57′54″ пн. ш. 90°48′47″ зх. д. / 29.96500° пн. ш. 90.81306° зх. д. (29.964950, -90.813015).  За даними Бюро перепису населення США в 2010 році переписна місцевість мала площу 1,11 км², з яких 0,94 км² — суходіл та 0,17 км² — водойми.

## Демографія
Згідно з переписом 2010 року, у переписній місцевості мешкали 194 особи в 65 домогосподарствах у складі 50 родин. Густота населення становила 174 особи/км².  Було 70 помешкань (63/км²).
Расовий склад населення:
| - 85,1 % — чорних або афроамериканців - 12,4 % — білих - 2,1 % — осіб інших рас |

До двох чи більше рас належало 0,5 %. Частка іспаномовних становила 6,7 % від усіх жителів.
За віковим діапазоном населення розподілялося таким чином: 27,3 % — особи молодші 18 років, 61,9 % — особи у віці 18—64 років, 10,8 % — особи у віці 65 років та старші. Медіана віку мешканця становила 35,0 року. На 100 осіб жіночої статі у переписній місцевості припадало 88,3 чоловіків;  на 100 жінок у віці від 18 років та старших — 85,5 чоловіків також старших 18 років.
За межею бідності перебувало 70,0 % осіб, у тому числі 100,0 % дітей у віці до 18 років та 0,0 % осіб у віці 65 років та старших.
Цивільне працевлаштоване населення становило 23 особи. Основні галузі зайнятості: будівництво — 52,2 %, транспорт — 34,8 %, освіта, охорона здоров'я та соціальна допомога — 13,0 %.